# Ivo Afonso
Ivo Rafael Brandão Afonso (Porto, 17 dicembre 1975) è un ex calciatore portoghese, di ruolo attaccante.

## Carriera
Ha giocato nella massima serie dei campionati portoghese e cipriota.